# استرادیول
استرادیول یا ۱۷β-estradiol یکی از هورمونهای جنسی اصلی در زنان است.

## عملکرد
این هورمون با اتصال به گیرنده استروژنی در سیتوپلاسم، باعث افزایش میزان ساخته شدن DNA و RNA و پروتئینهای دیگر در بافت هدف می‌شود. همچنین در هیپوتالاموس میزان آزاد شدن GnRH تحت تاثیر استروژن کاهش پیدا می‌کند و در غده هیپوفیز آزاد شدن هورمون محرکه فولیکولی و هورمون لوتئینه کننده کاهش می‌یابد.
استرادیول به عنوان دارو در کمبود هورمون استروژن و بیماری‌های دیگر تجویز می‌شود.
هرچند نقش اصلی این هورمون در بافتهای تولید مثلی مانند رحم است ولی در سایر بافتها مانند استخوان، کبد، عروق خونی و مغز نیز تاثیر دارد.

## در مردان
استرادیول به میزان بسیار کمی در مردان از متابولیسم تستسترون ایجاد میشود. این هورمون در بیضه از سلولهای سرتولی تولید میشود و به نظر میرسد در تولید اسپرم نقش داشته باشد.

## منع مصرف استرادیول
استرادیول می‌تواند خطر ابتلا به سرطان رحم (آندومتر) را افزایش دهد. در صورتی که هیسترکتومی نکرده باشید، می توانید برای جلوگیری از افزایش خطر سرطان رحم، همراه با استرادیول، پروژستین نیز مصرف کنید. ولی توجه داشته باشید که در برخی از تحقیقات مشخص شده است که مصرف استرادیول یا پروژستین می‌تواند خطر حمله قلبی، سکته مغزی، لخته شدن خون و سرطان پستان را افزایش دهد.

## نگارخانه